# Talps musaranya japonesos
Els talps musaranya japonesos (Urotrichini) són una tribu de talps del Vell Món, dins la família dels tàlpids. Només n'hi ha dues espècies, cadascuna dins el seu gènere. El nom «talp musaranya» es refereix a la seva semblança morfològica a les musaranyes, tot i que en realitat són talps autèntics. Les dues espècies són el talp musaranya gros japonès i el talp musaranya petit japonès.